# Megastylus mihajlovici
Megastylus mihajlovici är en stekelart som beskrevs av Kolarov och Glavendekic 1992. Megastylus mihajlovici ingår i släktet Megastylus och familjen brokparasitsteklar. Inga underarter finns listade i Catalogue of Life.